# Carlo Carlei
Carlo Carlei (Nicastro, 16 aprile 1960) è un regista e sceneggiatore italiano.

## Biografia
Nato a Nicastro, oggi parte del comune di Lamezia Terme, coltiva fin da bambino la sua passione per il cinema, i fumetti e la letteratura americana, soprattutto di fantascienza. Si avvicina alla scrittura negli anni Ottanta e dal 1981 frequenta la scuola di cinema Gaumont di Roma, creata da Renzo Rossellini, dirigendo come saggio finale l'episodio Nei dintorni di mezzanotte del film collettivo Juke box (1985). Altri episodi sono diretti da Daniele Luchetti, Valerio Jalongo e Antonello Grimaldi.
Nel 1991 dirige il mediometraggio di fantascienza Capitan Cosmo, rilevante perché fu il primo film italiano girato in alta definizione (HDTV), con fondi della RAI, e ricordato perché fu l'ultima apparizione cinematografica dell'attore Walter Chiari. Ad UmbriaFiction 1991 il film ottiene i massimi riconoscimenti e al Festival del cinema elettronico di Montreux il premio al miglior film e i migliori effetti speciali.
Nel 1993 ottenne successo internazionale col suo primo film, La corsa dell'innocente.
Ignorato in Italia, il film ricevette buone critiche e divenne un cult negli Stati Uniti, dove fu acquistato e distribuito dalla Metro-Goldwyn-Mayer negli USA e dalla Walt Disney nel resto del mondo: ottenne la nomination ai Golden Globe 1994 al miglior film straniero e, successivamente, quella al David di Donatello per il miglior regista esordiente.
Il successo della Corsa dell'innocente gli permette di girare il film Fluke, tratto dal romanzo omonimo di James Herbert, interpretato da Matthew Modine e prodotto dalla MGM. Il film non ha grande successo commerciale nella sua prima uscita in sala, anche a causa dello scarsissimo budget di marketing e pubblicità messo a disposizione da una MGM ormai arrivata sull'orlo della bancarotta.
Tra il 1996 e il 1998 Carlei sviluppa vari progetti per gli studios hollywoodiani, tra i quali I Am Legend (Warner Bros.), Daredevil (Fox), Pincushion (Columbia), Manhattan Ghost Story (Carolco), Flashover (De Laurentiis) e A Tale of Two Classmates (New Regency), che non saranno realizzati.
Nel 1997 dirige il documentario "In the Heat", che contiene una conversazione sul cinema con Michael Mann, uno dei suoi registi preferiti. Il progetto fa parte della serie "Directors on Directors".
Rientra in Italia nel 2000 per dirigere Padre Pio, il film in due puntate per Mediatrade interpretato da Sergio Castellitto e prodotto dalla Videotrade Audiovisivi di Angelo Rizzoli. Il film ottiene grandi ascolti su Canale 5 e conquista il Los Angeles Italian Film Award.
Un altro successo è il ritratto di Enzo Ferrari interpretato nuovamente da Sergio Castellitto, Ferrari. Il film in due puntate, prodotto da Angelo Rizzoli per Canale 5, è andato in onda nel febbraio 2003.
Nel 2008 Carlei scrive e dirige la fiction Fuga per la libertà - L'aviatore, ambientata a Genova nel 1943 durante l'occupazione nazista e sempre con Castellitto protagonista.
Nel 2011 Carlei dirige Pierfrancesco Favino in una nuova versione per la televisione de Il generale Della Rovere, remake del celebre classico di Roberto Rossellini.
Nel 2013 realizza Romeo and Juliet, sceneggiato da Julian Fellowes e interpretato da Hailee Steinfel e Douglas Booth nei panni dei due innamorati.

## Filmografia

### Cinema
- Juke box (1985)
- La corsa dell'innocente (1992)
- Fluke (1995)
- Romeo & Juliet (2013)

### Televisione
- Capitan Cosmo – film TV (1991)
- Directors on Directors  – serie TV documentaristica (1997)
- Padre Pio – miniserie TV (2000)
- Ferrari – miniserie TV (2003)
- Fuga per la libertà - L'aviatore – film TV (2008)
- Il generale Della Rovere – miniserie TV (2011)
- Romeo – film TV (2013)
- Il giudice meschino – miniserie TV (2014)
- I bastardi di Pizzofalcone – serie TV, 6 episodi (2017)
- Il confine – miniserie TV (2018)
- La fuggitiva – serie TV (2021)
- Fiori sopra l'inferno - I casi di Teresa Battaglia – serie TV (2023)